# I Still Miss Someone
I Still Miss Someone è un brano musicale del cantautore country Johnny Cash. Lo registrò per la prima volta nell'agosto del 1958 e, sebbene non l'avesse mai pubblicata come singolo, della canzone sono state realizzate molte cover da diversi artisti.

## Il brano
Cash scrisse la canzone con suo fratello maggiore, Roy Cash. La registrò per la prima volta sull'album The Fabulous Johnny Cash, il suo primo album pubblicato dalla Columbia Records. Più tardi, nel 1963 pubblicò la canzone anche sull'album Ring of Fire: The Best of Johnny Cash.
In seguito realizzò la canzone come duetto con Bob Dylan; sebbene questa versione non sia mai stato inserita su un album, Dylan la eseguiva a volte nei concerti.

## Cover
Quattro artisti differenti realizzarono cover di I Still Miss Someone che finirono nelle classifiche della rivista Billboard. Flatt & Scruggs pubblicarono una delle versioni sul loro album The Versatile Flatt & Scruggs, raggiungendo il 45º posto nel 1965. Nel 1981 Don King raggiunse con la sua cover la 38ª posizione sull'album Whirlwind, pubblicato dalla Epic Records. Emmylou Harris mandò la sua versione della canzone al 51º posto, pubblicandolo come terzo e ultimo singolo estratto dall'album Bluebird. Infine, nel 2004, Martina McBride pubblicò una sua versione sull'album Timeless come duetto con Dolly Parton, arrivando alla 50ª posizione nel 2006. Gli International Submarine Band inserirono una cover di I Still Miss Someone sull'album Safe at Home del 1968. La si trova anche nell'album Great Big Boy di Leo Kotke, 1991.

## Curiosità
- È presente una citazione alla canzone I Still Miss Someone nel brano Whole Lotta Losin del gruppo musicale statunitense Monsters of Folk.